# Paraphrynus carolynae
Espèce
Paraphrynus carolynae est une espèce d'amblypyges de la famille des Phrynidae.

## Distribution
Cette espèce se rencontre au Mexique au Sonora, au Michoacán et au Morelos et aux États-Unis en Californie et en Arizona.

## Description
Le mâle holotype mesure 15 mm, les mâles mesurent de 13,0 à 19,5 mm et les femelles de 14,0 à 20,0 mm.

## Étymologie
Cette espèce est nommée en l'honneur de Carolyn L. Mullinex.

## Publication originale
- Armas, 2012 : Nueva especie de Paraphrynus Moreno, 1940 (Amblypygi: Phrynidae) de México y el suroeste de los EE.UU. de América. Revista Iberica de Aracnologia, vol. 21, p. 27-32.